# Red Bull Air Race 2007
Die Red Bull Air Race 2007 Weltmeisterschaft war die 5. Saison einer von der Red Bull Air Race GmbH organisierten Serie von Luftrennen. Nach der erfolgreichen Saison 2006 wurde die Serie 2007 deutlich erweitert und sollte nun insgesamt 12 Rennen umfassen, von denen jedoch die beiden in Barcelona und Acapulco abgesagt wurden. Die Austragungsorte in Europa waren Istanbul, Interlaken, London, Budapest und Porto.
Red Bull hatte 2007 auch Nürnberg angefragt, das Air Race auf dem ehemaligen Reichsparteitagsgelände auszutragen. Kulisse sollte die große Zeppelintribüne sein. Abgelehnt wurde dieses Vorhaben allerdings von der Stadt Nürnberg nach längeren Diskussionen, da sich das Gebiet u. a. innerhalb von Wohngebieten befindet.
Gewinner des Red Bull Air Race 2007:
1. Mike Mangold ( Vereinigte Staaten) 47 Punkte
2. Paul Bonhomme ( Vereinigtes Königreich) 47 Punkte
3. Péter Besenyei ( Ungarn) 31 Punkte

## Rennen
| Nr. | Datum         | Rennen          | Sieger          | Zweiter           | Dritter         | Gesamtführender |
| --- | ------------- | --------------- | --------------- | ----------------- | --------------- | --------------- |
| 01  | 6. April      | Abu Dhabi       | Péter Besenyei  | Mike Mangold      | Paul Bonhomme   | Péter Besenyei  |
| 02  | 21. April     | Rio de Janeiro  | Paul Bonhomme   | Alejandro Maclean | Mike Mangold    | Paul Bonhomme   |
| 03  | 12. Mai       | Monument Valley | Péter Besenyei  | Paul Bonhomme     | Mike Mangold    | Paul Bonhomme   |
| 04  | 2. Juni       | Istanbul        | Mike Mangold    | Paul Bonhomme     | Kirby Chambliss | Paul Bonhomme   |
| 05  | 15. Juli      | Interlaken      | Paul Bonhomme   | Mike Mangold      | Péter Besenyei  | Paul Bonhomme   |
| 06  | 29. Juli      | London          | Mike Mangold    | Paul Bonhomme     | Péter Besenyei  | Paul Bonhomme   |
| 07  | 20. August    | Budapest        | Mike Mangold    | Kirby Chambliss   | Paul Bonhomme   | Mike Mangold    |
| 08  | 1. September  | Porto           | Steve Jones     | Mike Mangold      | Paul Bonhomme   | Mike Mangold    |
| 09  | 22. September | San Diego       | Paul Bonhomme   | Kirby Chambliss   | Nigel Lamb      | Paul Bonhomme   |
| 010 | 4. November   | Perth           | Nicolas Ivanoff | Michael Goulian   | Mike Mangold    | Mike Mangold    |